# Hamidou M'Baye
 (août 2014).
Si vous disposez d'ouvrages ou d'articles de référence ou si vous connaissez des sites web de qualité traitant du thème abordé ici, merci de compléter l'article en donnant les références utiles à sa vérifiabilité et en les liant à la section « Notes et références ».
Hamadou MBAYE (né le 21 avril 1964 à Dakar) est un athlète sénégalais, spécialiste du 400 m haies.

## Biographie
Il remporte le titre du 400 m haies lors des championnats d'Afrique de 1990 au Caire en Égypte, dans le temps de 51 s 10. Il participe à deux Jeux olympiques, en 1988 (Séoul) et 1996 (Atlanta).
Son record personnel sur 400 m haies établi en 1996 est de 49 s 83.

### Palmarès
| Date | Compétition            | Lieu     | Résultat | Épreuve     | Performance  |
| ---- | ---------------------- | -------- | -------- | ----------- | ------------ |
| 1988 | Championnats d'Afrique | Annaba   | 3e       | 400 m haies | 50 s 27      |
| 1989 | Championnats d'Afrique | Lagos    | 2e       | 400 m haies | 50 s 76      |
| 1990 | Championnats d'Afrique | Le Caire | 1er      | 400 m haies | 51 s 10      |
| 1993 | Championnats d'Afrique | Durban   | 3e       | 400 m haies | 50 s 22      |
| 1993 | Championnats d'Afrique | Durban   | 3e       | 4 × 400 m   | 3 min 6 s 38 |

### Records
| Épreuve     | Performance | Lieu  | Date           |
| ----------- | ----------- | ----- | -------------- |
| 400 m haies | 49 s 83     | Paris | 4 juillet 1996 |